# Mirrorshades
Mirrorshades: A Cyberpunk Anthology (ISBN 0-441-53382-5) é uma coletânea de contos editada por Bruce Sterling em 1986, a qual define o gênero cyberpunk. A sua tradução em Português foi publicada no número 376 da Colecção Argonauta.

## Índice
- "The Gernsback Continuum" por William Gibson
- "Snake-Eyes" por Tom Maddox
- "Rock On" por Pat Cadigan
- "Tales of Houdini" por Rudy Rucker
- "400 Boys" por Marc Laidlaw
- "Solstice" por James Patrick Kelly
- "Petra" por Greg Bear
- "Till Human Voices Wake Us" por Lewis Shiner
- "Freezone" por John Shirley
- "Stone Lives" por Paul Di Filippo
- "Red Star, Winter Orbit" por Bruce Sterling e William Gibson
- "Mozart in Mirrorshades" por Bruce Sterling e Lewis Shiner